# Ctenomys sericeus
Туко-туко оксамитовий (Ctenomys sericeus) — вид гризунів родини тукотукових, що відомий тільки по проживанню в одній місцевості: Національний парк Періто Морено Аргентина.